# Rhogeessa io
Rhogeessa io es una especie de murciélago de la familia Vespertilionidae.

## Distribución geográfica
Se encuentra en  Nicaragua , Costa Rica también se encuentra  hacia el sur hasta el norte de Colombia y el oeste de Ecuador, Venezuela, Trinidad y Tobago, Guayana, al norte y centro de Brasil y el norte de Bolivia.